# Throop and Holdenhurst
Throop and Holdenhurst es una parroquia civil en el distrito de Bournemouth, Christchurch and Poole, en el condado de Dorset, Inglaterra. La parroquia civil está situada a 12 km de Wimborne Minster. La parroquia civil se estableció el 1 de abril de 2024.